# Flyktingkrisen 2015

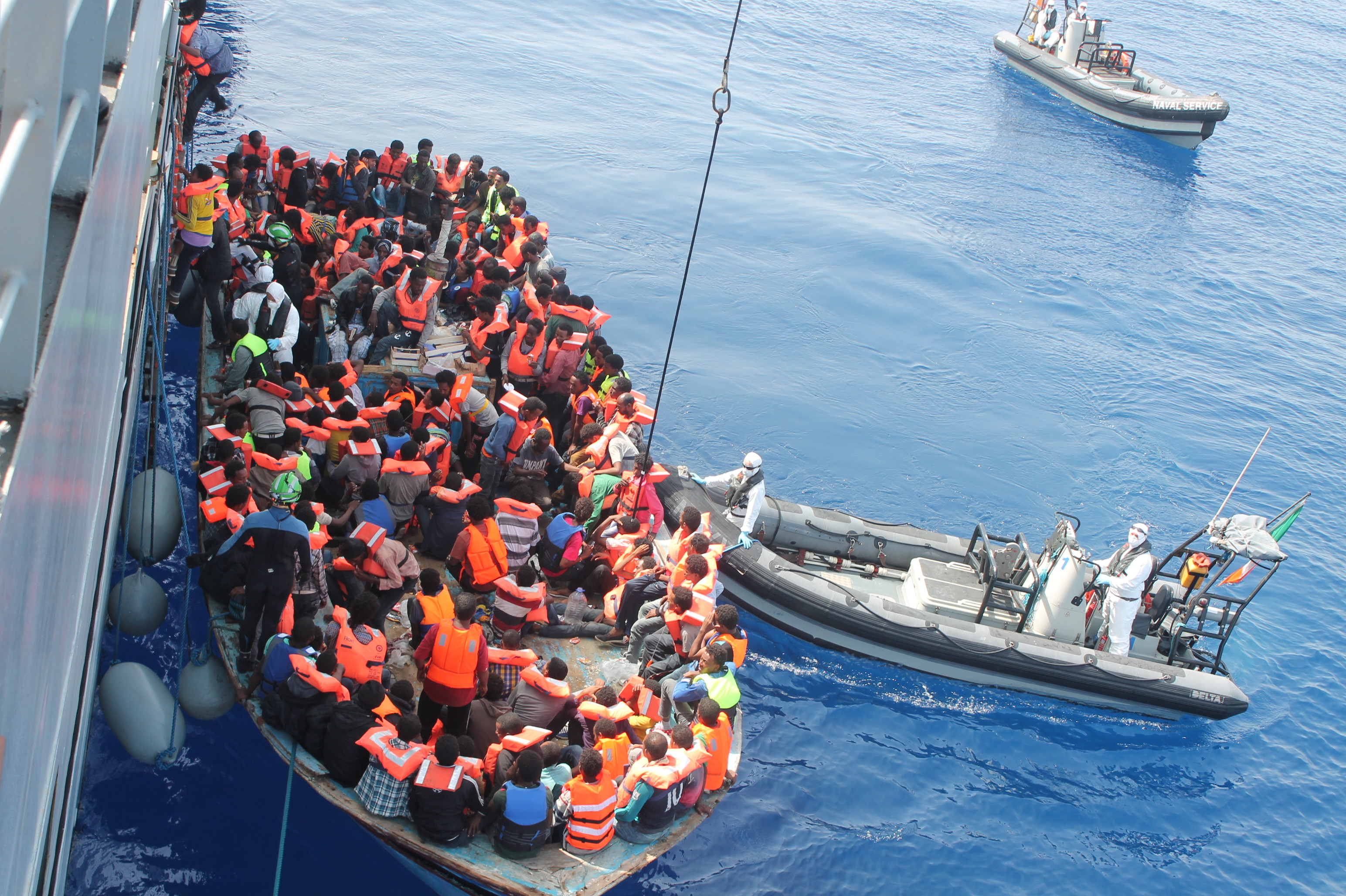
Människor räddas från en överfull båt på Medelhavet i juni 2015 av den irländska kustbevakningen under Operation Triton.

Flyktingkrisen 2015, även kallad migrationskrisen, var en kris som kulminerade i Europa under andra halvan av 2015 när ett stort antal flyktingar och migranter försökte att ta sig till Europeiska unionen för att söka asyl. Merparten av de asylsökande kom från Mellanöstern (främst Syrien), Sydasien (främst Afghanistan) eller Afrika och tog sig till Europa över Medelhavet, i många fall i sjöodugliga båtar som kapsejsade på vägen, vilket resulterade i tusentals människors död. Det stora antalet asylsökande i Europeiska unionen – totalt 1,32 miljoner personer under 2015 – innebar i sin tur en stor påfrestning för de nationella asylsystemen i flera medlemsstater. Beteckningen kris används både om de förhållanden som antas ligga bakom de asylsökandes resa till Europa, inklusive det stora antalet dödsfall och drunkningsolyckor, och om de uppgifter som många europeiska länder ställdes inför när de tvingades att ta hand om många asylsökande på kort tid.
Flyktingkrisen ledde till stor oenighet mellan EU-länderna i synen på omplacering av asylsökande inom unionen. Flera medlemsstater införde tillfälliga inre gränskontroller inom Schengenområdet för att få kontroll på det stora antalet asylsökande som tog sig, huvudsakligen till fots, från Grekland, via Balkan, upp till Österrike, Tyskland och de nordiska länderna. I spåren av krisen föreslog Europeiska kommissionen en reform av unionens gemensamma asylpolitik, däribland Dublinförordningen, för att införa ett system där alla medlemsstater skulle tvingas dela på ansvaret för asylmottagandet vid kriser. Förslaget motsattes dock av flera nationella regeringar, framför allt inom Visegrádgruppen Polen, Slovakien, Tjeckien och Ungern, och fem år efter krisen hade det fortfarande inte antagits av Europaparlamentet och Europeiska unionens råd.
Även på nationell nivå fick krisen långtgående följder i många EU-länder. I exempelvis Sverige, som tog emot drygt 163 000 asylsökande under 2015, skedde stora förändringar i den nationella asylpolitiken, både vad gällde lagstiftning och myndighetspraxis. En tillfällig lag antogs i mitten av 2016 med syfte att införa en restriktivare asylpolitik inom ramen för internationell och europeisk rätt.

## Översikt

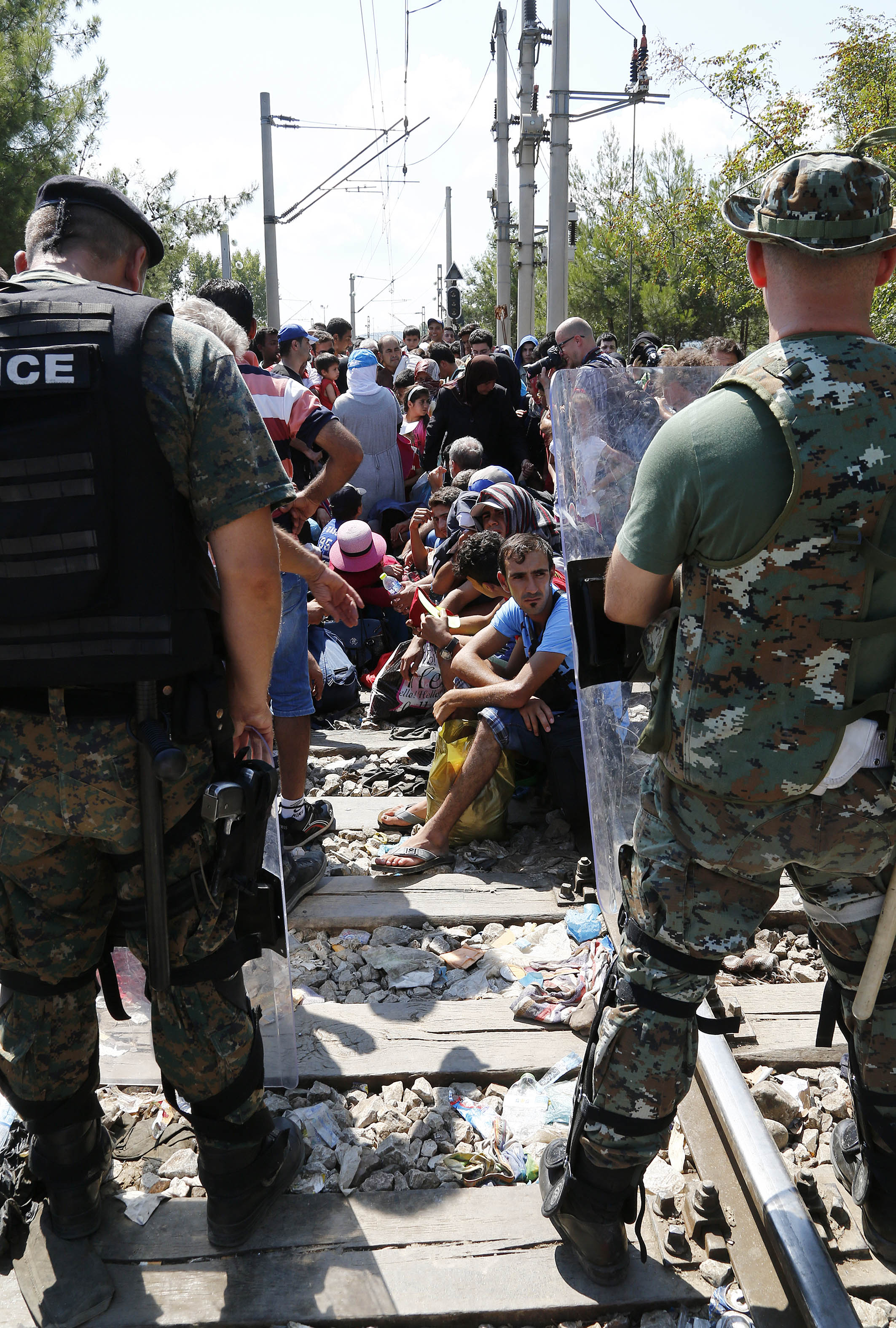
Migranter stoppas av makedonsk polis vid gränsen mellan Grekland och Makedonien nära Gevgelija (24 augusti 2015).

Enligt FN:s flyktingkommissariat (UNHCR) stod tre länder för 3/4 av den drygt halva miljonen flyktingar som tog sig över Medelhavet från januari till oktober 2015. Dessa är Syrien (53 procent), Afghanistan (16 procent) och Eritrea (6 procent). De flesta av flyktingarna/migranterna är vuxna män (65 procent). De engelskspråkiga benämningarna "European migrant crisis" ('Europeiska migrantkrisen') eller "European refugee crisis" ('Europeiska flyktingkrisen') fick allmän spridning under april månad 2015, när fem fartyg med sammanlagt nästan 2 000 migranter sjönk i Medelhavet med en total dödssiffra på mer än 1 200 människor.
Förlisningarna skedde mot bakgrund av pågående konflikter och politiskt förtryck i flera länder i Mellanöstern och Afrika. Flera EU-medlemmar hade tidigare vägrat att bidra med medel till den Italien-ledda räddningsoperationen Operation Mare Nostrum, vilken i november 2014 hade ersatts av Operation Triton.
Europeiska unionen har sedan april 2015 försökt få situationen under kontroll. Bland annat har man ökat stödet till gränspatrullerandet i Medelhavet, utarbetat planer för att bekämpa människosmuggling samt förslagit ett nytt kvotsystem för att placera de asylsökande bland EU:s medlemsstater och därmed lätta bördan på länderna i EU:s gränstrakter. Vissa länder inom Schengenområdet har infört tillfälliga gränskontroller, och politiska sprickor har uppkommit mellan länder som har varit villiga att ta emot asylsökande och länder som har ställt upp hinder för att få flyktingarna att hålla sig borta.
Enligt statistikorganet Eurostat mottog EU:s medlemsstater 626 000 asylansökningar under 2014, vilket var den högsta siffran sedan 1992 års 672 000. Under 2014 garanterade man skyddsstatus (exempelvis uppehållstillstånd) åt mer än 185 000 asylsökande.
 Fyra länder – Tyskland, Sverige, Italien och Frankrike – mottog runt 2/3 av alla EU:s asylansökningar och utfärdade skyddsstatus åt nästan 2/3 av alla asylsökande. Sverige, Ungern och Österrike tillhörde länderna med flest asylansökningar per capita.
Under första halvan av 2015 mottog EU:s medlemsstater 395 000 nya asylansökningar.

## Bakgrund

### Schengenområdet och Dublinförordningen

Karta med Schengenländerna i blå färg. Schengenregelverket berör skyldigheten att kontrollera de yttre gränserna, medan de inre gränserna enligt regelverket inte har någon gränskontroll.

Karta med Dublinländerna i blå färg, och mellanstatligt anslutna Dublinländer i grön färg. Danmark har ett särskilt mellanstatligt avtal om asylhantering. Dublinförordningen berör rätten att skicka en asylsökande tillbaka till ett annat land där han eller hon först ansökte, eller borde ha ansökt, om asyl.

Genom Schengenregelverket samarbetar 26 europeiska länder (22 av 28 EU-medlemmar plus fyra EFTA-stater) i det så kallade Schengensamarbetet, där man har avskaffat gränskontrollerna länderna emellan. Samtidigt har Schengenländerna stärkt sina gränskontroller vid de yttre gränserna mot andra länder. Länderna kan återinföra inre gränskontroller i maximalt två månader med anledning av hot mot den allmänna ordningen eller den inre säkerheten. I exceptionella fall kan de tillfälliga gränskontrollerna kvarstå i upp till sex månader. Genom ett beslut i Europeiska unionens råd kan denna tid utökas till två år. Inom flyget kan det förekomma identitetskontroller utförda av flygplatspersonal även inom Schengenområdet. Även om dessa inte är gränskontroller krävs giltiga resehandlingar, något som många migranter saknar. Därför valde många av de migranter som ankommit till Grekland att fortsätta landvägen norrut genom icke-EU-länder och sedan passera över Schengenområdets yttre gräns en gång till, istället för att flyga från Schengenlandet Grekland.
Dublinförordningen avgör vilken EU-stat som är ansvarig för att pröva en enskild asylansökan, med syfte att säkerställa att varje asylsökande får sin ansökan prövad i en och endast en medlemsstat. Grundregeln (när inga familjehänsyn eller humanitära skäl föreligger) är att ansvarigt land blir det första EU-land som den asylsökande kommer till och där denne har fått sina fingeravtryck registrerade. Om det blir avslag på asylansökan gäller detta i hela EU. Om den asylsökande därefter flyttar till en annan medlemsstat, kan denne senare transporteras tillbaka till den första medlemsstaten.
Denna regel har lett till kritik mot Dublinförordningen. Det anses från många håll att reglementet lägger för stort ansvar på medlemsstaterna vid EU:s yttre gräns (inklusive Italien, Grekland, Malta och Ungern). Istället anser kritikerna att man borde inöra ett "avlastningssystem" inom EU, för att sprida ansvaret för EU:s asylsökande bland de olika medlemsstaterna. Eftersom dessa länder velat minska mottagning, har de låtit de som vill resa till ett annat EU-land göra det utan att registreras, vilket satt Dublinförordningen ur spel. Detta har fått ske landvägen då flygbolag inte tagit ombord de som inte haft rätt att vistas i EU. Under 2016 presenterade Europeiska kommissionen ett förslag till ändring av Dublinförordningen för att införa ett kvotsystem vid kriser som skulle innebära att asylsökande fördelas mellan medlemsstaterna baserat på bland annat deras BNP och folkmängd. Förslaget har dock inte antagits av Europeiska unionens råd på grund av motstånd från flera medlemsstater som motsätter sig ett sådant system. I september 2020 föreslogs ett helt nytt regelverk, som skulle ersätta Dublinförordningen, där medlemsstaterna tvingas agera solidariskt med varandra i kristider, men utan att nödvändigtvis behöva ta emot asylsökande.

### Statistik över EU:s utlandsfödda före 2015

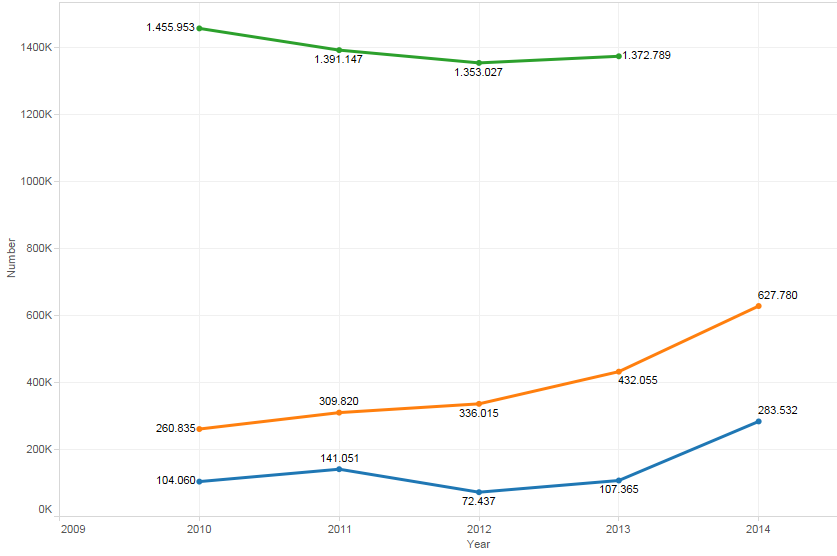
Invandring av icke-EU-medborgare (grönt), asylsökande (orange) och gränspasseringar som av Frontex betecknas som illegala (blått) i Europeiska unionen under åren 2010–14.

Den utlandsfödda delen av befolkningen i EU år 2014 var på 33 miljoner personer – sju procent av de 28 EU-ländernas totala befolkning. Som en jämförelse är den utlandsfödda andelen av Japans befolkning 1,63 procent, 7,7 procent i Ryssland, 13 procent i USA, 20 procent i Kanada och 27 procent i Australien.
Mellan 2010 och 2013 invandrade årligen cirka 1,4 miljoner icke-EU-medborgare andra än asylsökande och flyktingar. Antalet har stigit något sedan 2010. Tidigare toppar i antalet asylansökningar till EU nåddes 1972 (672 000), 2001 (424 000) och 2013 (431 000). 2014 var samma siffra 626 000. Enligt UNHCR hade följande EU-länder flest erkända flyktingar vid slutet av år 2014: Frankrike (252 264), Tyskland (216 973), Sverige (142 207) och Storbritannien (117 161). Inget EU-land fanns då bland de tio mest flyktingmottagande länderna i världen.
Före 2014 var toppåret för antalet så kallade illegala gränspasseringar – vid EU:s yttre gränser och enligt Frontex – 141 051. Denna siffra nåddes 2011 och inkluderar passeringar både över land och hav.

### Global flyktingkris

Världens tio mest "flyktingproducerande" (rött) och flyktingmottagande (grönt) länder vid slutet av 2014, enligt UNHCR. Statistiken räknar inte in palestinska flyktingar (vilka sorterar under UNRWA).

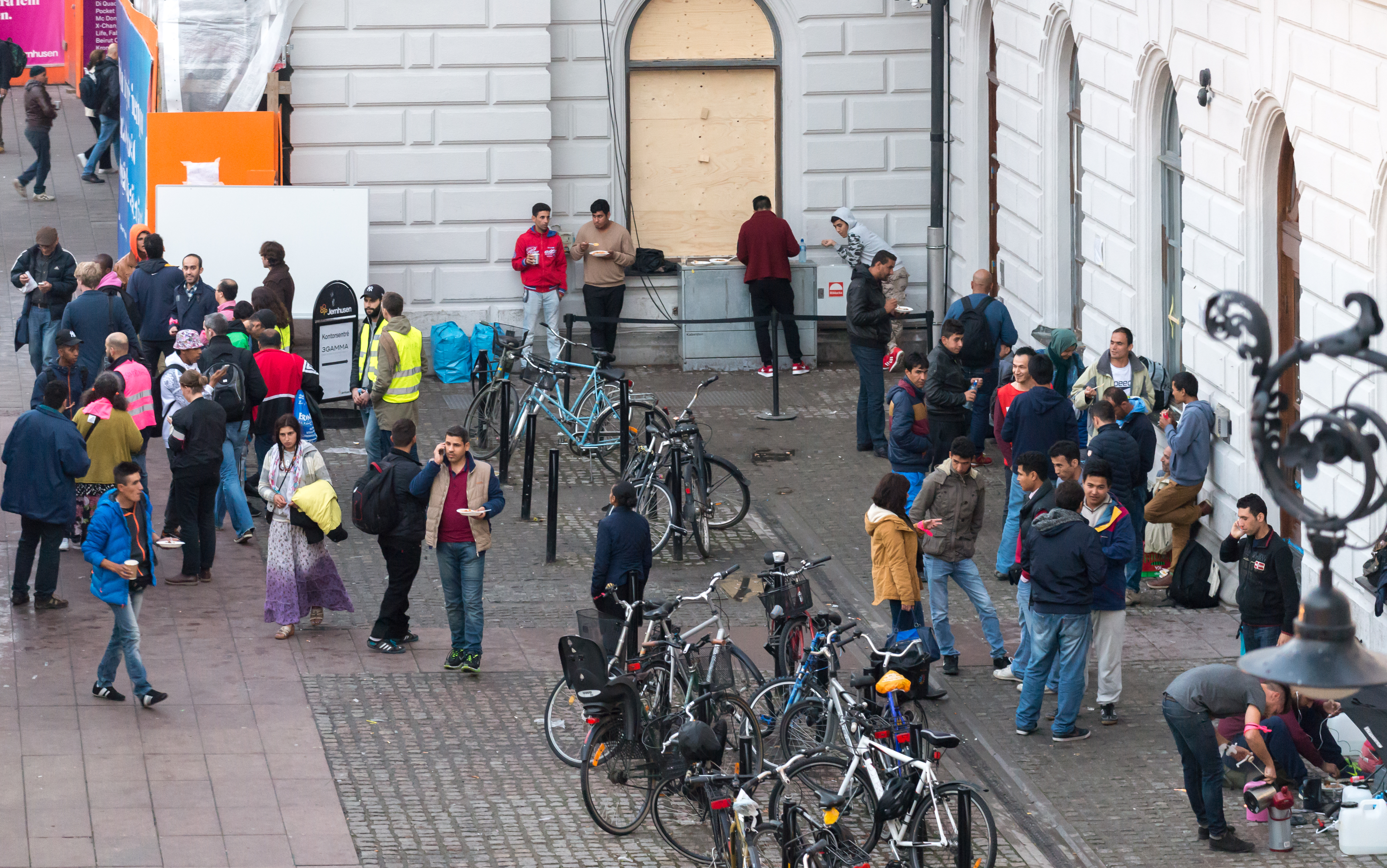
Många av de asylsökande som anlände till Sverige under september 2015 kom till Stockholms central, där de fick mat och annan hjälp av frivilligorganisationer.

Enligt UNHCR var mängden ofrivilligt omflyttade personer globalt vid slutet av 2014 59,5 miljoner. Detta var den högsta siffra som uppmätts sedan andra världskriget, med en 40-procentig ökning sedan 2011. Av dessa var 19,5 (internationella) flyktingar (14,4 miljoner under UNHCR:s mandat och 5,1 miljoner palestinska flyktingar under UNRWA:s mandat), medan 1,8 miljoner var asylsökande. Övriga var personer som omflyttats inom det egna landets gränser.
De 14,4 miljoner flyktingarna under UNHCR:s mandat var cirka 2,7 miljoner fler än vid slutet av 2013 (+23%), lika med den högsta siffran sedan 1995. Under 2014 blev flyktingarna från Syrien den största gruppen (3,9 miljoner – 1,55 miljoner fler än året innan), nu större än flyktingarna från Afghanistan (2,6 miljoner) som under tre årtionden legat överst i statistiken. Sex av de tio största ursprungsländerna för flyktingar låg i Afrika:
- Somalia
- Sudan
- Sydsudan
- Demokratiska republiken Kongo
- Centralafrikanska republiken
- Eritrea

Utvecklingsländer härbärgerade i slutet av 2014 den största delen av flyktingarna (86%, den högsta siffran på mer än två årtionden). Även om de flesta syriska flyktingarna hamnade i grannländer som Turkiet, Libanon och Jordanien, ökade mängden asylansökningar i Europa från syriska flyktingar stadigt från 2011 till 2015. Vid slutet av augusti 2015 fanns 428 735 "syriska" asylansökningar registrerade i sammanlagt 37 europeiska länder; 43 procent av dem gällde asyl i Tyskland eller Serbien. Den största enskilda mottagaren av nya asylsökande under 2014 var Ryssland, med 274 000 registrerade ansökningar – 99 procent av dem från ukrainare som flydde från Kriget i Donbass. I statistiken följdes Ryssland av Tyskland, som då kunde notera 202 645 asylansökningar varav en femtedel från Syrien.

## Utveckling
Fram till 2009 var sjörutten till Kanarieöarna den dominerande invandringsvägen till EU-länderna, med 5-10 000 inkommande migranter årligen (främst från Afrika). Mängden av migranter till Europa ökade från 2010 i en situation av pågående konflikter och flyktingkriser i en rad länder i Mellanöstern och Afrika, däribland Irak, Syrien, Somalia, Nigeria och Libyen. En viktig orsak till flyktingströmmar var också förhållanden i Eritrea, där myndigheternas krav att unga män skulle genomgå militärtjänst ledde till ökad flykt.
Rutten till Kanarieöarna övergavs nästan helt, och de flesta flydde nu i båt mellan Libyen och Sicilien. 2010 inleddes även den Italienledda räddningsoperationen Operation Mare Nostrum, vilken syftade till att minska antalet dödsolyckor till havs. Många av flyktingarna kom också i denna fas från länder i Afrika. EU-staterna och andra europeiska länder ökade till gränspatrullerna i Medelhavet, planerade mot människosmuggling och föreslog ett kvotsystem för att fördela asylsökande bland EU:s medlemsstater.
Fram till 2014 stängdes också många gränser i Nordafrika, med hänvisning till kampen för att stävja spridningen av radikal islam. Överfarten över Medelhavet blev då svårare och smugglarna tog i allt högre grad i bruk större lastskepp mellan Turkiet och Italien, med ett pris per flykting upp till 6 000 US$.
EU-organet Frontex trappade samtidigt upp arbetet mot människosmugglare och mot produktionen av falska pass, både europeiska pass och senare falska syriska pass som såldes i Turkiet.
Då fler flyktingar försökte korsa Egeiska havet följdes Mare Nostrum från november 2014 av Frontex Operation Triton. Enligt Eurostat (EU:s statistikbyrå) mottog EU-länder 626 000 asylsökande 2014; detta var det högsta antalet sedan 1992, ett år då EU tog emot 672 000 asylsökande och gav uppehälle till 185 000 asylsökande. Fyra länder – Tyskland, Sverige, Italien och Frankrike – mottog omkring två tredjedelar av EU:s asylsökningar under 2014, och de utfärdade nästan två tredjedelar av alla uppehållstillstånd 2014. Sverige, Ungern och Österrike var samtidigt de tre länderna som mottog flest asylsökningar i förhållande till antalet invånare.
2015 ökade antalet flyktingar och migranter avsevärt. Nästan hela ökningen skedde i Egeiska havet, där en ny migrationsrutt etablerades mellan Turkiet och Grekland – särskilt över den korta havssträckan mellan Mindre Asiens fastland och ön Lesbos. Många av de ankommande var syrier, som antingen ankom direkt från hemlandet eller via Syriens grannländer. Bland båtflyktingarna fanns också migranter av andra nationaliteter, och Turkiet gjorde litet eller inget för att kontrollera eller hindra överfarterna till Grekland. Det stora antalet flyktingar (över 2 miljoner) som tagit sig till Turkiet gjorde att landet valde att inte hindra dessa från att ta sig till EU.
En del flyktingar och migranter tog sig landvägen från Istanbul till Grekland och Bulgarien, men denna väg var mer krävande då Bulgariens gränsstängsel gjorde det nästan omöjligt att ta sig in i Bulgarien. Medan flyktingar och migranter före 2015 i stor utsträckning tog sig in i Europa via Italien, blev den dominerande rutten nu sjövägen via Lesbos. Grekerna kunde inte hindra detta, eftersom de inte kunde sätta stängsel mitt i havet, och inte heller hindra de små icke-sjövärdiga båtarnas framfart. Turkiet vägrade också släppa iland dem som skickades tillbaka med grekiska fartyg. Grekland lät dessa resa vidare genom landet utan att registrera sig eftersom Grekland inte ville låta dem bosätta sig i landet. De fick dock inte resa utomlands inom Schengenområdet via flyg eller båt, eftersom säkerhetsregler kräver giltigt id. De reste därför landvägen ut ur EU via Makedonien till Serbien och därefter via Ungern eller Kroatien mot Österrike och slutligen Tyskland eller Skandinavien.

### Dublinförordningen

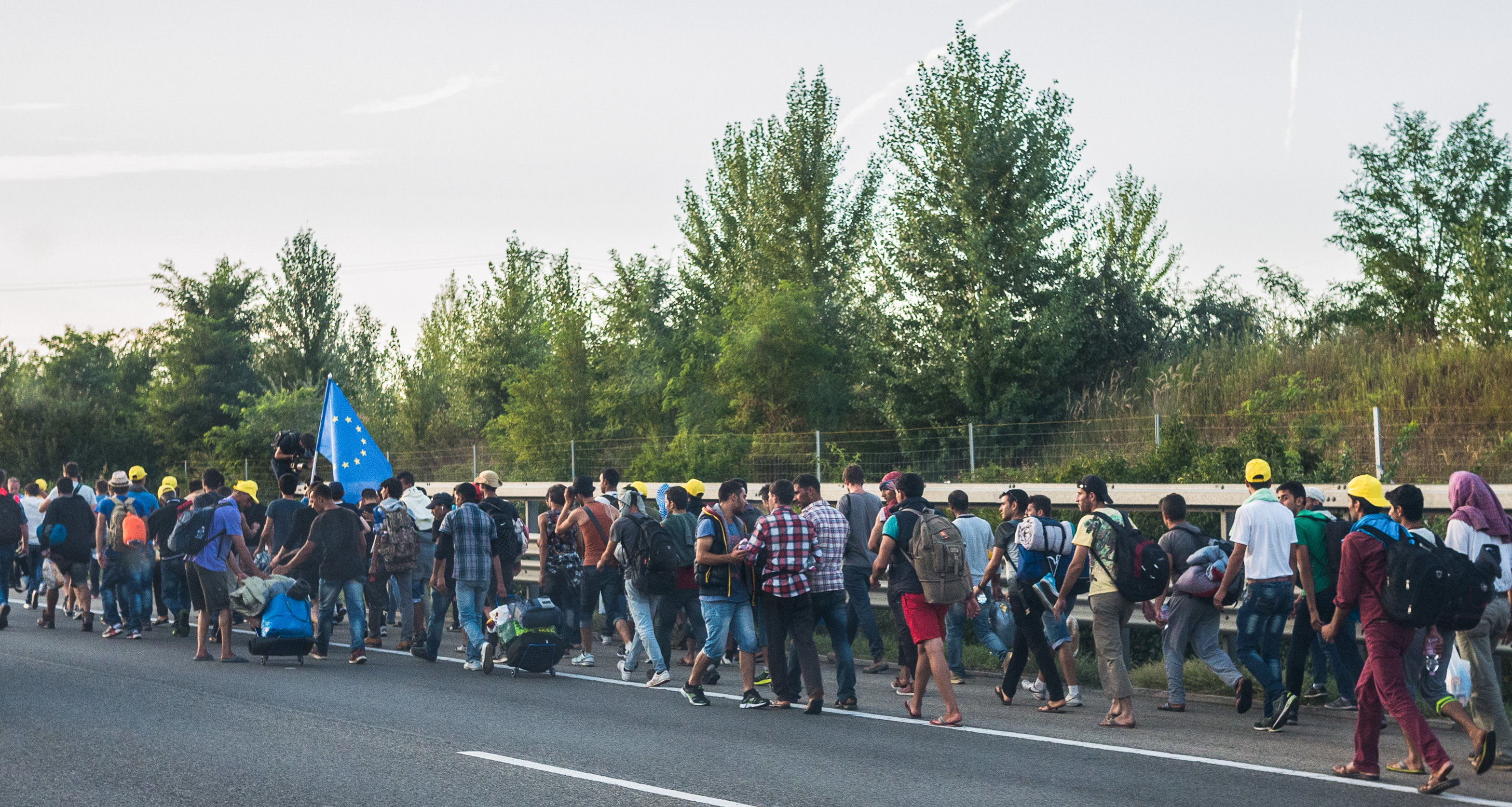
Flyktingar på väg genom Ungern mot Österrike.

Huvudregeln i Dublinförordningen är att den medlemsstat där en asylsökande först ansökte om asyl ska behandla asylansökan, såvida inte särskilda skäl (till exempel humanitära skäl eller familjeskäl) föreligger. Andra medlemsstater kan enligt förordningen återsända asylsökande till det land där den asylsökande först blev registrerad som asylsökande. Efter sommaren 2015 ledde detta till att många migranter och flyktingar försökte fly undan registrering i länder som de inte hade för avsikt att ansöka om asyl i. De undvek i regel registrering i ankomstländerna i södra/sydöstra Europa i sin färd mot länder som Tyskland och Sverige. Sedan en stor mängd migranter anlänt längs den flitigt nyttjade färdvägen Makedonien–Belgrad–Budapest, mottog Ungern från augusti ständigt flera människor som sökta fly undan registrering.
Den 4–5 september uppstod kravaller bland flyktingar och migranter i Bicske väster om Budapest, eftersom migranterna krävde att få åka vidare oregistrerade. Då ungerska polisen försökte få människorna under kontroll, började migranterna marschera från Budapest mot Wien. Ungerns myndigheter gav efter och transporterade människorna i bussar till Österrike. Denna och en mängd liknande incidenter bidrog till att urholka Dublinförordningen, då en rad europeiska länder slutade upp att registrera migranterna.
Den 25 augusti beslutade tyska myndigheter att upphöra med att returnera asylsökande som kommit från Österrike, Tjeckien eller andra Schengenländer. Detta skedde i enlighet med bestämmelserna om diskretionär behandling i Dublinförordningen, som tillåter en medlemsstat att frivilligt behandla en asylansökan även om landet i fråga inte är förpliktat till det. Landet räknande med att ta emot 800 000 asylsökande under år 2015, och därefter mottog Tyskland inte minst många migranter från Kosovo, Albanien, Serbien och Syrien. Samtidigt försökte Tyskland och Frankrike att enas om en gemensam hantering av krisen, vilket resulterade i ett avtal om begränsade kvotfördelningar mellan länderna.

De nationella regeringarnas inställning till beslutet om att omlokalisera 120 000 asylsökande inom EU:
Ja
Undantagsklausul (deltar ej)
Avstå
Nej
Länder utanför EU

Vid ett ministermöte mellan medlemmar i EU den 22 september 2015 genomfördes en omröstning om omfördelande av 120 000 flyktingar, med syfte att utjämna en del av de merkostnader och bördorna som vissa europeiska länder tidigare drabbats av. Beslutet skedde efter att Rumänien, Ungern, Tjeckien och Slovakien röstat emot, medan Finland lade ner sin röst; Danmark, Irland och Storbritannien använde samtidigt sin rätt att avstå från att ta emot asylsökande innan omfördelningen.
I oktober 2015 rådde fortfarande osämja mellan EU-länder om olaglig transport och människosmuggling över gränserna – särskilt mellan Ungern och grannländerna men också mellan Österrike och Tyskland. Men fram till oktober gav i praktiken alla inblandade länder upp gränskontrollerna vid de yttre gränserna och satsade istället i allt högre grad på att få migranterna snabbast möjligt igenom eget land och vidare norrut utan någon kontroll av identitet eller registrering.

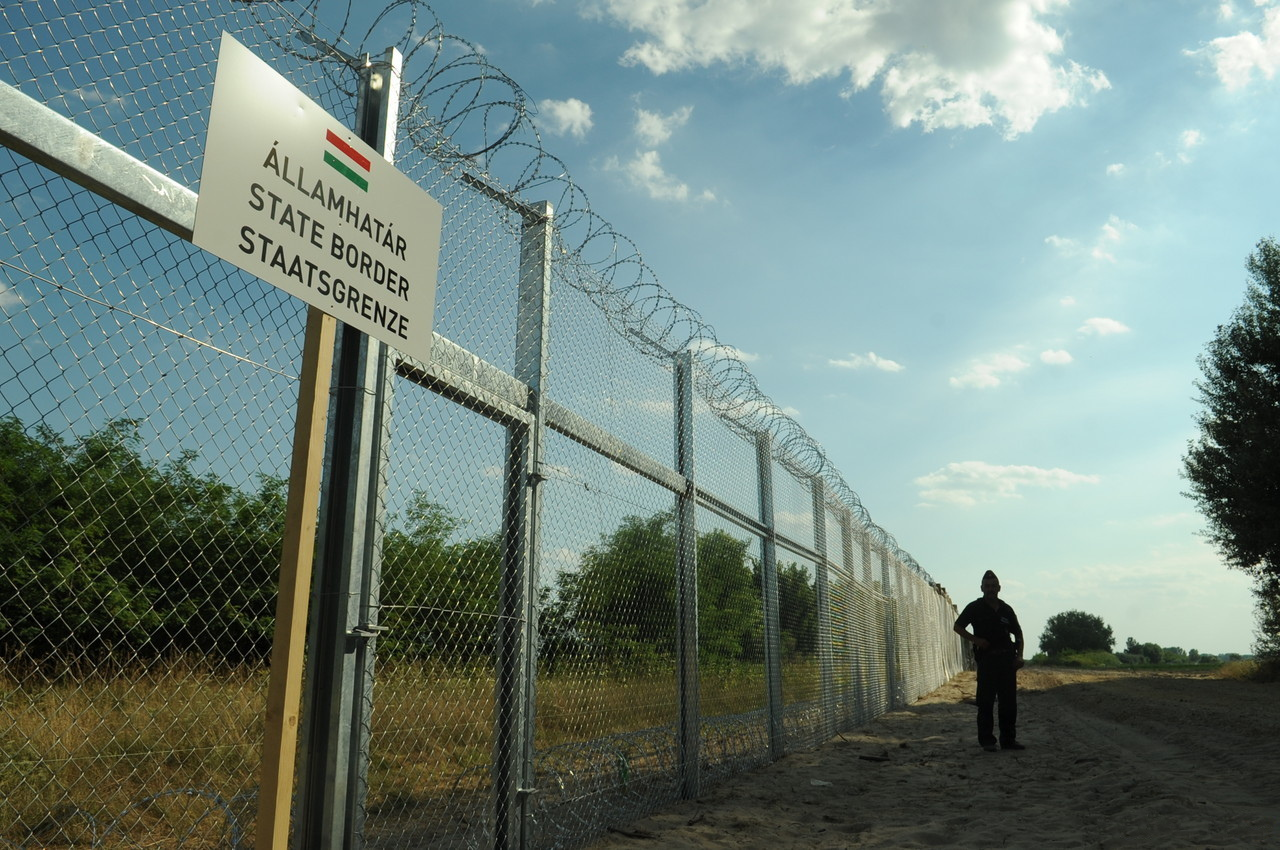
Stängslet på gränsen mellan Ungern och Serbien.

Konsekvensen av att många EU-länder gav upp Schengenområdets yttre gränskontroll och åsidosatte förpliktelserna enligt Dublinförordningen, blev att en rad länder försökte att återinföra gränskontrollen mellan EU-staterna, det vill säga vid de inre gränserna. Kroatien (som inte är Schengenmedlem) och Ungern förstärkte gränskontrollerna gentemot Serbien, och det uppstod i oktober ökade kontrollbehov längs med rutten Kroatien–Slovenien–Österrike. Detta skedde inte minst på basis av Sloveniens svårigheter att hantera strömmen av migranter. Ungern återinförde i praktiken full gränskontroll i oktober, även mot EU-staten Kroatien. Samtidigt fullföljde Ungern byggandet av sitt gränsstängsel mot Serbien och vidare mot Kroatien. Bulgarien hade redan innan 2014 ett gränsstängsel mot Turkiet, och landet hade hösten 2015 inte tagit emot mer än omkring 20 000 flyktingar och migranter.

### Gränskontroller och asylretur återinförs
I november 2015 gav länderna i Nordeuropa upp politiken med öppna gränser och tillämpningen av Dublinförordningens föreskrifter om att returnera asylsökande till första asylland. I början av månaden tog först Norges regering initiativet att stänga gränsen mot Ryssland på grund av det ständigt ökande tillflödet av migranter, varav allt färre hade ursprung i Syrien. Den 10 november stängde Norge delvis gränsen mot Ryssland för asylsökande med lagligt vistelserätt i Ryssland, och nästa dag bad också Sveriges regering om en omfördelning av de flyktingar som landet dittills tagit. Den svenska regeringen varnade också om att man samma vecka planerade införa tillfälliga gränskontroller mot Danmark och Tyskland.
I början av november pekade prognosen mot 190 000 ankommande flyktingar/migranter till Sverige under 2015. Sveriges regering varslade om gränskontroll enligt bestämmelserna i Schengenregelverket som möjliggör tillfälliga gränskontroller med hänsyn till den allmänna ordningen och inre säkerheten. Samma vecka hade Sverige för första gången mottagit fler än 10 000 migranter under en vecka.
 Sveriges regering fastslog att mottagningsapparatens kapacitet nu nått bristningsgränsen, och att den uppkomna situationen nu ställer samhällsfunktionerna inför svåra uppgifter.
Samma dag började Tyskland att åter tillämpa möjligheten att returnera asylsökande till andra Schengenländer i enlighet med Dublinförordningen, vilket samtidigt innebar ett införande av tillfälliga gränskontroller och automatisk asylretur även för syrier. Detta ledde till att Ungern förklarade att de inte skulle ta emot människor som Tyskland eller andra Schengenländer önskade skicka tillbaka till Ungern med hänvisning till Dublinförordningen. Detta fick i sin tur Sverige att föreslå ett helt nytt ramverk med upprättande av Hot Spots i Schengenområdets gränszoner, varefter asylsökande skulle omfördelas genom en gemensam kvotordning mellan EU-länderna.
I februari 2016 satte EU press på Makedonien, ett icke EU-medlemsland, att stänga sin gräns mot Grekland och betalade landet för stängsel och kontroller. Flyende som kommit via Turkiet blev från februari 2016 kvar i Grekland, med undermåliga humanitära förhållanden för dem eftersom Grekland inte hade husrum för alla som kommit, upp till 200.000 per månad. I slutet av mars slöts ett avtal mellan EU och Turkiet, där Turkiet skulle hindra flyktingsmuggling till Grekland och i gengäld fick ersättning för sina kostnader och andra förmåner såsom visumfrihet till Schengenområdet. Det avslutade strömmen av flyende till Grekland. I gengäld började sjövägen Libyen–Italien användas, en farligare rutt.[källa behövs]
I allmänhet har flyktingarna passerat Schengengränsen i icke sjövärdiga ofta öppna båtar. Då räknas de som i sjönöd och måste tas i land. I en del fall har sjövärdiga fartyg använts som avvisats av kustbevakning, men som ändå fått tas i land i EU eftersom de inte velat gå tillbaka och inte kunnat tvingas gå till hamnar EU inte haft makt över, utan blivit kvar till havs.

## Statistik och landsfördelning

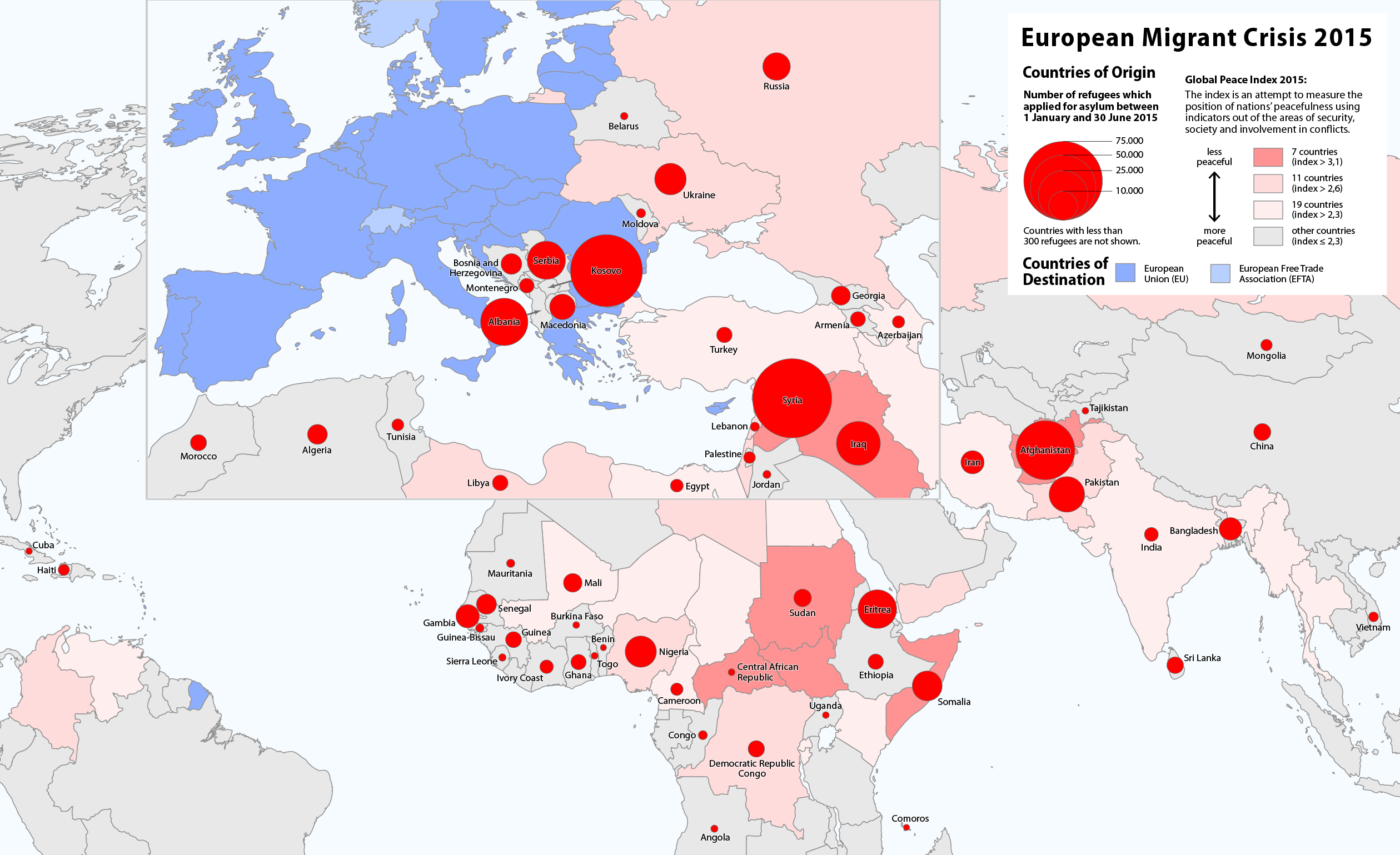
Karta som visar ursprungsländerna till de migranter som ankom till Europa under första halvåret 2015.

Statistik över talet på migranter förs av både de enskilda staterna, FN:s flyktingkommissariat (UNHCR), Europeiska unionen (Eurostat och Frontex), samt av Internationella migrationsorganisationen (IOM). I Sverige förs statistiken i första hand av svenska Migrationsverket samt mer översiktligt av SCB, medan dessa uppgifter erhålls av UDI och SSB i Norge.
Det är stor skillnad mellan antalet migranter eller båtflyktingar å ena sidan, och antalet asylsökande å den andra. När människor exempelvis anländer till Grekland blir de registrerade som migranter eller flyktingar; de registreras endast som asylsökande om de ansöker om asyl i Grekland. Om de reser vidare norrut från kustländer som Grekland eller Italien, syns de i statistiken över asylsökande först när de anländer till sitt destinationsland och ansöker om asyl där. Detta kan ske flera veckor eller månader efter att de blev registrerade som inkommen migrant eller flykting, och detta betyder att ökad migration först märks i antalet flyktingar och först därefter i antalet asylsökande. Fram till hösten 2015 stängdes gränserna norr om Serbien gradvis, något som avsevärt försvårade migrationen.
Den största gruppen asylsökande under första kvartalet 2015 kom från Kosovo (26 procent). Detta ändrade på sig under andra kvartalet, då Syrien var det viktigaste ursprungslandet med 20,6 procent av de asylsökande.
Tabellerna nedan visar att Italien och Grekland har flest ankommande migranter och flyktingar, men att relativt få faktiskt ansöker om asyl i de här två länderna, där det redan finns väldigt många flyktingar. I Grekland är skillnaden mellan ankomst- och asyltal mycket stort – många ankommer till Grekland men mycket få ansöker om asyl där. Talen nedan visar att mycket få ansökte om asyl i de viktigaste ankomstländerna Italien, Grekland och Bulgarien i söder. De flesta åkte vidare norrut till de stora asylmottagande länderna Tyskland, Ungern, Österrike, Frankrike och Sverige. Viktiga mottagarländer var också Schweiz och Belgien, medan stora länder som Storbritannien, Polen och Spanien tog emot relativt få asylsökande.
Följande tabell visar statistiken på ankommande migranter till EU:s yttre gräns, från Kanarieöarna i väster till Finnmark i öster:
| Ankommande migranter per migrationsväg | Summa     | Kanarieöarna | Spanien, Frankrike | Italien – Sicilien (hela Italien från 2014) | Italien övrigt | Grekland | Ungern, Kroatien | Östeuropa, Finland, Finnmark |
| -------------------------------------- | --------- | ------------ | ------------------ | ------------------------------------------- | -------------- | -------- | ---------------- | ---------------------------- |
| 2008                                   | 109 135   | 9 200        | 6 500              | 39 800                                      | ..             | 52 300   | ..               | 1 335                        |
| 2009                                   | 64 874    | 2 250        | 6 650              | 11 000                                      | 807            | 40 000   | 3 090            | 1 050                        |
| 2010                                   | 71 608    | 200          | 5 000              | 4 500                                       | 2 788          | 55 700   | 2 370            | 1 050                        |
| 2011                                   | 140 709   | 340          | 8 450              | 64 300                                      | 5 259          | 57 000   | 4 650            | 1 050                        |
| 2012                                   | 66 032    | 170          | 6 400              | 15 900                                      | 4 772          | 37 200   | 6 390            | 1 600                        |
| 2013                                   | 98 100    | 250          | 6 800              | 40 000                                      | 5 000          | 24 800   | 19 950           | 1 300                        |
| 2014                                   | 274 335   | 275          | 7 840              | 170 760                                     | ..             | 50 830   | 43 360           | 1 270                        |
| 2015                                   | 1 811 400 | 874          | 7 160              | 153 940                                     | ..             | 885 380  | 764 030          | ..                           |

Följande tabell visar antalet förstagångsasylsökande i EU-länderna per kvartal. Här finns siffror på saknad asyl från flyktingar och migranter som ansökte när de ankom sitt till önskade destinationsland och registrerade sig som asylsökande:

| Asylsökande till EU-länder efter ursprungsland | Apr-jun 2014 | Jul-sep 2014 | Okt-dec 2014 | Jan-mar 2015 | Apr-jun 2015 | Jul-sep 2015 | Okt-dec 2015 |
| ---------------------------------------------- | ------------ | ------------ | ------------ | ------------ | ------------ | ------------ | ------------ |
| Syrien                                         | 21 535       | 40 485       | 40 415       | 29 320       | 43 995       | 137 935      |              |
| Afghanistan                                    | 6 374        | 6 900        | 14 080       | 12 910       | 26 995       | 56 670       |              |
| Kosovo                                         | 2 065        | 2 360        | 24 110       | 48 870       | 10 045       | 4 535        |              |
| Irak                                           | 2 440        | 4 045        | 3 920        | 7 295        | 13 930       | 44 425       |              |
| Albanien                                       | 3 890        | 3 515        | 4 500        | 8 140        | 17 665       | 25 485       |              |
| Pakistan                                       | 4 420        | 5 490        | 5 725        | 5 320        | 8 865        | 21 240       |              |
| Eritrea                                        | 11 140       | 15 145       | 7 030        | 3 155        | 9 185        | 11 685       |              |
| Nigeria                                        | 4 475        | 5 635        | 5 730        | 4 235        | 6 135        | 11 175       |              |
| Bangladesh                                     | 1 520        | 2 870        | 4 015        | 2 365        | 2 815        | 7 675        |              |
| Somalia                                        | 3 820        | 4 145        | 3 470        | 3 420        | 5 365        | 5 735        |              |
| Ryssland                                       | 3 195        | 3 610        | 3 505        | 3 190        | 3 605        | 5 630        |              |
| Iran                                           | 2 115        | 2 510        | 2 885        | 2 260        | 3 130        | 5 445        |              |
| Ukraina                                        | 2 425        | 4 835        | 5 430        | 5 120        | 5 765        | 5 130        |              |
| Serbien                                        | 3 190        | 5 560        | 7 010        | 6 335        | 4 825        | 4 580        |              |
| Gambia                                         | 2 620        | 3 195        | 3 530        | 3 090        | 2 680        | 3 655        |              |
| SUMMA alla länder                              | 115 155      | 163 415      | 184 415      | 186 695      | 213 200      | 316 590      |              |

Följande tabell visar talet på förstagångasylsökande till EU-länderna under andra kvartalet, april-juni 2015, efter vilket ursprungsland den asylsökande kom från och i vilket land det ansöktes om asyl. Det inkluderas endast de fem största ursprungsländerna för varje mottagande land, och de fem största mottagarländerna för varje ursprungsland. Tomma fält betyder att det funnits asylsökande men att talet inte nått upp till topp 5-listan for varje land:
| Asylsökande per kvartal 2015, efter ursprungs- och mottagarland          | Tyskland | Ungern  | Österrike | Italien | Frankrike | Sverige | Storbrit. | Grekland | Finland | Danmark | EU-28   | Norge  |
| ------------------------------------------------------------------------ | -------- | ------- | --------- | ------- | --------- | ------- | --------- | -------- | ------- | ------- | ------- | ------ |
| SUMMA 1:a kvartalet 2015                                                 | 73 120   | 32 810  | 9 705     | 15 245  | 9 770     | 11 415  | 7 335     | 2 610    | 960     | 1 505   | 185 695 | 1 520  |
|                                                                          |          |         |           |         |           |         |           |          |         |         |         |        |
| SUMMA 2:a kvartalet 2015                                                 | 80 935   | 32 675  | 17 395    | 14 895  | 14 685    | 14 295  | 7 470     | 2 865    | 1 605   | 2 495   | 213 200 | 2 760  |
| Syrien                                                                   | 16 335   | 8 440   | 5 290     |         | 780       | 3 860   |           | 965      |         | 1 050   | 43 995  | 365    |
| Afghanistan                                                              | 4 320    | 13 640  | 4 040     | 780     |           | 1 360   | 545       | 440      | 75      | 115     | 26 995  | 460    |
| Albanien                                                                 | 15 445   |         |           |         | 565       | 520     | 420       | 125      | 110     |         | 17 665  | 115    |
| Irak                                                                     | 4 640    | 2 425   | 2 795     |         |           |         |           |          | 445     |         | 13 930  |        |
| Kosovo                                                                   | 7 475    | 485     |           |         | 1 065     | 345     |           |          |         |         | 10 045  |        |
| Eritrea                                                                  | 2 035    |         |           |         |           | 2 405   | 765       |          |         | 515     | 9 185   | 900    |
| Pakistan                                                                 | 1 675    | 2 665   | 925       | 1 395   |           |         | 660       | 345      |         |         | 8 865   |        |
| Nigeria                                                                  | 1 565    | 325     |           | 2 920   | 330       |         | 335       |          |         |         | 6 135   |        |
| Ukraina                                                                  | 1 585    |         |           | 1 250   | 435       | 400     |           |          |         |         | 5 765   |        |
| Somalia                                                                  | 1 400    |         | 780       |         |           | 1 085   |           |          | 470     |         | 5 365   |        |
| Serbien                                                                  | 4260     |         | 85        |         | 135       | 145     |           |          |         |         | 4 825   |        |
| Ryssland                                                                 | 1 225    |         | 310       |         | 575       |         |           |          | 50      |         | 3 605   |        |
| Iran                                                                     | 1 080    | 445     | 320       |         |           |         | 600       | 195      |         | 90      | 3 130   |        |
| Bangladesh                                                               | 200      | 690     |           | 680     | 585       |         | 230       | 140      |         |         | 2 815   |        |
| Gambia                                                                   | 745      | 70      | 55        | 1 640   |           |         | 45        |          |         |         | 2 680   |        |
|                                                                          |          |         |           |         |           |         |           |          |         |         |         |        |
| SUMMA 3:e kvartalet 2015                                                 | 108 305  | 108 085 | 27 600    | 28 395  | 17 640    | 42 550  | 11 870    | 2 890    | 15 130  | 5 520   | 413 815 | 8 505  |
|                                                                          |          |         |           |         |           |         |           |          |         |         |         |        |
| % godkända asylansökningar av alla behandlade under andra kvartalet 2015 | 43%      | 16%     | ..        | 47%     | 25%       | 75%     | 40%       | 49%      | 58%     | 82%     | 46%     | 74%    |
|                                                                          |          |         |           |         |           |         |           |          |         |         |         |        |
| SUMMA juli 2014 - juni 2015 12 månader                                   | 259 255  | 101 795 | 45 010    | 69 320  | 58 730    | 71 740  | 32 200    | 9 195    | 4 660   | 14 755  | 746 725 | 10 155 |
| SUMMA okt 2014 - sept 2015 12 månader                                    | 317 670  | 201 495 | 65 260    | 79 820  | 62 610    | 87 595  | 35 045    | 10 480   | 18 795  | 13 220  | 997 125 | 15 355 |

Tabellen ovan visar att Sverige gav uppehållstillstånd till en hög andel av de sökande (75 procent) under andra kvartalet 2015, medan andra länder tidvis gav uppehållstillstånd till så lite som 12 procent (Polen), 14 procent (Lettland) eller 16 procent (Ungern). Högst andel uppehållstillstånd gav Bulgarien (89 procent), Danmark (82 procent), Malta (81 procent) Sverige (75 procent) och Norge (74 procent).

Bland de ursprungsländer från vilka flest sökande blev avvisade i EU-länder under andra kvartalet 2015 finns Serbien och Makedonien (99 procent avvisade), Kosovo (98 procent), Georgien och Algeriet (96 procent), Bangladesh (93 procent), Armenien (92 procent), Mali och Senegal (91 procent). De ursprungsländer varifrån flest ansökande fick uppehållstillstånd i EU-stater under andra kvartalet 2015 var Syrien (95 procent), Irak (85 procent), statslösa (84 procent), Eritrea (82 procent) och Iran (65 procent).

## Medierapportering

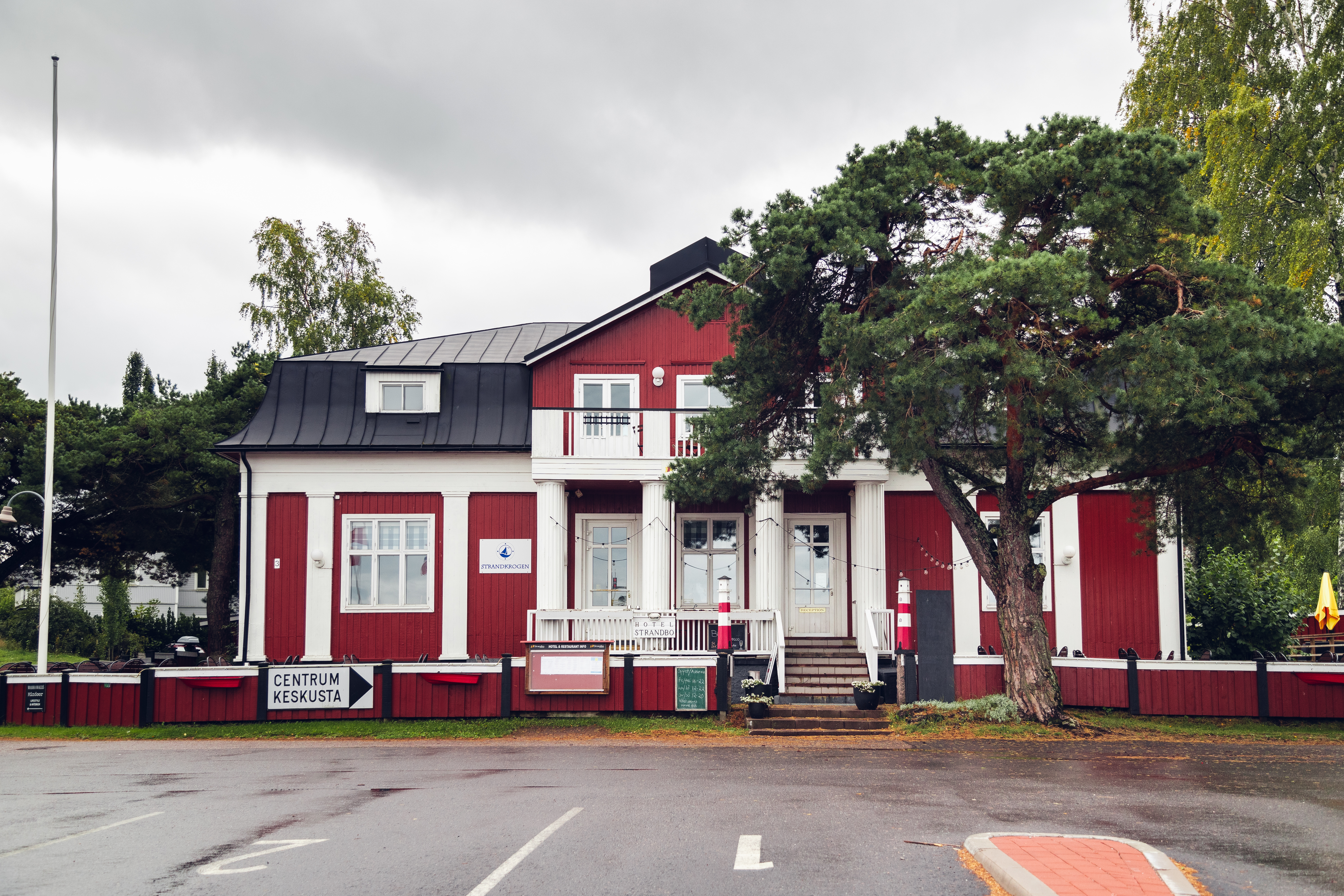
Ett hotell i Nagu blev tillfällig flyktingförläggning, och de lokalas engagemang uppmärksammades internationellt.

En undersökning gjord av Cardiff School of Journalism beställd av UNHCR omfattade medieanalys av fem europeiska länder: Spanien, Italien, Tyskland, Storbritannien och Sverige. Stora skillnader i länders medierapportering december 2015 noterades, bland annat:
- Vilka källor som användes, medborgare, NGO:s, inhemska eller utländska politiker. Inhemska politiker var mest prominenta i Sverige och minst använda i Spanien. Utländska politiker användes oftare i spansk media än i svensk och italiensk.
- Rapporterade orsaker till flyktingströmmarnas ökning. Den vanligaste rapporterade förklaringsmodellen var flykt ifrån krig den beskrivna orsaken i 30-40 % av artiklarna, förtryckande regimer i 6-12 % av artiklarna och Islamiska Staten eller terrorism i 2,5-6 % av artiklarna. I Spanien och Storbritannien var teman kring ekonomisk flykt i cirka 25 % av artiklarna vanligare som ansedd orsak än i de övriga tre länderna där 4 till 8 % var vanligare.
- Lösningsförslag på de uppgifter som krisen gav upphov till.
- Variationer i använd terminologi. I Tyskland och Sverige var det mer vanligt att beskriva människorna på flykt som asylsökare eller flyktingar, i Storbritannien var termen migrant dominerande och Spanien/Italien användes oftare termen immigrant.
- Beskrivning av migranternas ursprungsländer: I Spanien, Storbritannien och Tyskland innehöll 86-89% av artiklarna uppgifter om ursprungsländer mot runt ca 70 % av artiklarna i svensk och italiensk media.
- Huvudtema för rapporteringen varierade mellan länderna. Humanitära teman var vanligare i italiensk mediebevakning än i brittisk, tysk och spansk press. Hotfulla teman var vanligare i Italien, Spanien och Storbritannien och Sveriges medierapportering var överlag den mest positiva till flyktingar och migranter. Brittisk press var överlag mest negativ. [63]